# 공화후
공화백 왕영(恭化伯 瑛, 1126년 ~ 1186년 음력 10월 10일)은 고려 시대의 왕족이다. 고려 제11대 왕 문종(文宗, 1019~1083 재위: 1046~1083)의 증손자이며 조선공 증 양헌왕 도(朝鮮公 贈 禳憲王 燾, ? ~1099)의 손자이고, 장경왕후, 광정태후, 선정태후의 동생이다. 공화후(恭化侯)라고도 하며, 성은 왕(王), 본관은 개성(開城), 이름은 영(瑛), 자는 현허(玄虛)이다. 시호는 정의(定懿)인데 사후 공(公)으로 추증되어 정의공(定懿公)이 되었다.

## 생애
공화백 왕영은 1126년 조선공(朝鮮公)과 인주 이씨의 손자이자 강릉공 온(江陵公 溫, ?~1146)의 장남으로 태어났다. 자는 현허(玄虛)로 성품이 침착하고 조용하며 물욕이 적고 공부에 큰 열의를 보였다고 한다. 의종 초에는 전중내급사(殿中內給事)가 되어 과거에 응시하겠다고 주청하자, 왕은 그 뜻을 가상히 여기면서도 후(侯) 작위를 받은 종실의 자제가 몸을 낮추어 공사(貢士)가 된 전례가 없음을 들어 윤허하지 않았다. 인종의 딸인 승경궁주(承慶宮主)에게 장가들어 공화백(恭化伯)으로 책봉되었으며 왕은 그에게 큰 은택을 베풀었다. 명종이 즉위하자 후(侯)로 승진되었고, 말년에는 불교를 독실하게 믿었고, 명종 16년(1186) 61세로 사망하였다. 시호는 정의(定懿)라 하였다.
승경궁주(承慶宮主)와의 사이에서 1남 1녀의 자녀를 두었다. 장남은 광릉공 면(廣陵公 沔, ?~1218)으로 의종의 딸인 화순궁주(和順宮主)와 혼인하여 부마가 되었고, 장녀인 왕씨(王氏, 1150~1185)는 혼인하지 않고 살았으며, 아버지를 모시다가 36세에 병으로 사망하였다.
시호는 정의(定懿)인데 사후 공(公)으로 추증되어 정의공(定懿公)이 되었다.

## 가족관계
- 증조부 : 고려 제11대 문종(文宗, 1019~1083 재위: 1046~1083)
- 증조모 : 인경현비 이씨(仁敬賢妃 李氏)
  - 조부 : 조선공 증 양헌왕 도(朝鮮公 贈 禳憲王 燾, ? ~1099)
  - 조모 : 인주 이씨(李氏)
    - 백부 : 검교태사 수사공 자(檢校太師 守司空 滋, ? ~1101)
    - 백부 : 광평공 원(廣平公 源, 1083~1171)
    - 백모 : 숙종(肅宗)의 3녀 안수궁주(安壽宮主, ? ~1171 이전)
    - 아버지 : 강릉공 온(江陵公 溫, ? ~1146)
    - 어머니 : 미상
      - 누나 : 의종(毅宗)의 정비 장경왕후 김씨(莊敬王后 金氏)
        - 조카 : 화순궁주(和順宮主)

      - 동생 : 인종(仁宗)의 차남 대령후 왕경(大寧侯 王暻)의 부인[3]
      - 동생 : 명종(明宗)의 정비 광정태후 김씨(光靖太后 金氏)
        - 조카 : 고려 제22대 강종(康宗, 1152~1213 재위: 1211~1213)

      - 동생 : 신종(神宗)의 정비 선정태후 김씨(宣靖太后 金氏, ? ~1222)
        - 조카 : 고려 제21대 희종(熙宗, 1181~1237 재위: 1204~1211)

    - 장인 : 인종(仁宗, 1109~1146 재위: 1122~1146)
    - 장모 : 공예왕후 임씨(恭睿王后 任氏, 1109~1183)
      - 부인 : 승경궁공주 왕씨(承慶宮公主 王氏)
        - 장녀 : 왕씨(王氏, 1150~1185)
        - 장남 : 광릉공 면(廣陵公 沔, ?~1218)
        - 며느리 : 의종(毅宗)의 딸 화순궁주(和順宮主)